# Juljana Juschtschanka
Juljana Juschtschanka (belarussisch Юльяна Юшчанка, engl. Transkription Yulyana Yushchanka, geb. Жалнярук – Schalnjaruk – Zhalniaruk; * 14. August 1984) ist eine ehemalige belarussische Sprinterin, die sich auf den 400-Meter-Lauf spezialisiert hat.
Ihre größten Erfolge hatte sie bislang in der 4-mal-400-Meter-Staffel. 2006 gewann sie mit dem belarussischen Team Bronze bei den Hallenweltmeisterschaften in Moskau und Silber bei den Europameisterschaften in Göteborg. 2007 folgte eine Goldmedaille bei den Halleneuropameisterschaften in Birmingham und ein fünfter Platz bei den Weltmeisterschaften in Osaka.
Bei den Olympischen Spielen 2008 in Peking wurde Juschtschanka im Vorlauf eingesetzt. Ohne ihre Beteiligung kam das belarussische Quartett im Finale auf den vierten Platz.

## Persönliche Bestzeiten
- 400 m: 51,01 s, 11. August 2007, Minsk
  - Halle: 51,58 s, 27. Januar 2007, Mahiljou